# Miś (czasopismo)
Miś – czasopismo dla dzieci w wieku przedszkolnym ukazujące się w latach 1957–2010 i ponownie od 2025 w Warszawie. Pierwotnie wydawane jako dwutygodnik, potem jako miesięcznik, po wznowieniu jako kwartalnik.
Pierwszy numer ukazał się 15 lutego 1957 roku. Dla „Misia” Czesław Janczarski pisał opowiadania o Misiu Uszatku, a Zbigniew Rychlicki narysował postać tego bohatera, o którego przygodach powstał później animowany serial telewizyjny Miś Uszatek.
Przez dwadzieścia lat redaktorką naczelną pisma była Barbara Lewandowska, autorka książek dla dzieci, a od samego początku istnienia pisma Janina Krzemińska, ilustratorka, była jego kierowniczką artystyczną.
Do sierpnia 2008 r. czasopismo ukazywało się jako dwutygodnik i było wydawane przez Fundację „Przyjaciele Misia”. Od września 2008 był to miesięcznik, wydawany przez Wydawnictwa Szkolne i Pedagogiczne.
W związku z malejącą poczytnością miesięcznika w czerwcu 2010 ukazał się ostatni przed 15-letnią przerwą numer „Misia”. W 2025 „Miś” powrócił jako kwartalnik, również pod szyldem WSiP-u. W obrębie tego samego tytułu wydawnictwo opublikowało też zestawy materiałów dydaktycznych do wychowania przedszkolnego.